# Dodiongan-Wasserfall
Der Dodiongan-Wasserfall (alternativ: Dodjongan) hat eine Fallhöhe von 20 m und liegt etwa 14,5 km nordöstlich von Iligan City. Gespeist wird er von einem Nebenfluss des Mandulog.